# Francisco Javier Echeverría
Francisco Javier Echeverría Mignoni (n. a Xalapa-Enríquez, Veracruz el 2 de juliol de 1797; m. a la ciutat de Mèxic el 27 de setembre de 1852) fou un negociant mexicà i polític conservador. Fou president de Mèxic per uns quants dies.
Echeverría nasqué a Xalapa, Veracruz. Durant la seva joventut treballà en els negocis familars, però després s'interessà en la política. Fou elegit diputat del congrés local el 1829. El 1834 es traslladà a la ciutat de Mèxic, on gestionà l'empresa familiar. El president Antonio López de Santa Anna el designà ministre del tresor el 5 de maig de 1834, però renuncià l'1 de setembre a causa dels desacords que tenia amb Santa Anna.
Dos anys després fou membre del Consell d'Estat del govern d'Anastasio Bustamante. Echeverría fou designat de bell nou ministre del tresor, de 1839 a 1841. En aquella època el país estava en bancarrota, en haver acabat la Guerra dels Pastissos. La seva empresa personal prestà 662 mil pesos al govern en coure, però en rebé el pagament en plata, per la qual cosa fou durament criticat a la premsa. Creà un impost de 0,3% sobre les propietats urbana i rural, i incrementà l'impost al consum al 10%. Volia amortitzar l'emissió de monedes de coure amb un acord amb les empreses de tabac. Amb aquestes polítiques millorà la situació de la tresoreria.
El 21 de setembre de 1841 el Congrés el designà com a president interí de Mèxic, ja que Bustamante sortí de la capital per encapçalar les forces contra els rebels. El 10 d'octubre abandonà el càrrec. Es retirà de la política per un temps, però hi tornà el 1850 com a diputat. Echeverría també fou president del comitè de presons, i també de l'Acadèmica de San Carlos. L'Acadèmia prosperà sota la seva gestió, comprant un edifici propi, contractant professors europeus, i guanyant la reputació de la millor acadèmica de belles arts d'Amèrica.